# Amguid
Amguid é uma vila na comuna de Idlès, no distrito de Tazrouk, província de Tamanghasset, Argélia.
Está localizada na parte remota do nordeste da província, cerca de 40 quilômetros (250 milhas) ao norte de Tamanrasset e 310 quilômetros (190 milhas) a oeste de Illizi.

## Clima
Amguid tem um clima quente do deserto (classificação climática de BWh), com verões quentes, invernos suaves e pouca precipitação ao longo do ano.